# Camp Verde, Arizona
Camp Verde är en stad (town) i Yavapai County, i delstaten Arizona, USA. Enligt United States Census Bureau har staden en folkmängd på 10 914 invånare (2011) och en landarea på 112 km².